# Wladimir Iwanowitsch Scharkow
Wladimir Iwanowitsch Scharkow (russisch Владимир Иванович Жарков; geb. 8. November 1928 in Pitschajewo, Oblast Tambow; gest. 2000 in Mariupol) war von 1972 bis 1974 zweiter Sekretär und von 1974 bis 1984 erster Sekretär des Stadtkomitees in Schdanow (früher Mariupol).

## Lebenslauf
Ab 1943 war er Elektriker in einem Kraftwerk und Student an der Technischen Schule in Schymkent, Baustellenmechaniker und Konstruktionstechniker in einem Bergwerk in der Region Südkasachstan der Kasachischen SSR. Von 1953 bis 1961 war er Elektriker, Schichtleiter und Vorarbeiter der Kokerei in Schdanow (früher Mariupol). Er absolvierte das Polytechnische Institut in Charkiw.

## Auszeichnungen
- Orden des Roten Banners der Arbeit
- Orden der Oktoberrevolution
- zwei Ehrenzeichen der Sowjetunion
- Orden der Völkerfreundschaft

## Besonderheiten
Wladimir Scharkow erhielt in der Kirche der Heiligen Dreifaltigkeit in Pitschajewo seine Taufe.